# José Barros Pazos
José Barros Pazos (Córdoba, Argentina, 16 de enero de 1808 - Buenos Aires, 23 de noviembre de 1877) fue un político del Partido Unitario, jurista y ministro de la Corte Suprema de Justicia de Argentina.

## Biografía
Luchó contra el gobierno de Juan Manuel de Rosas y debió emigrar a Chile. Luego del derrocamiento de Rosas fue uno de los integrantes del Tribunal que lo juzgó. En 1852 estaba desempeñándose como jefe del Departamento de Escuelas de la provincia de Buenos Aires, entre el 1 de julio de 1852 y el 5 de mayo de 1857 fue rector de la Universidad de Buenos Aires y en 1857 era ministro de Gobierno de la provincia de Buenos Aires.
Por decreto del 18 de octubre de 1862 el presidente de la Nación Bartolomé Mitre lo designó para integrar la primera Corte Suprema de Justicia de la Nación como uno de sus miembros, cargo que desempeñó hasta su fallecimiento ocurrido el 23 de noviembre de 1877, cuando ejercía la presidencia de ese Tribunal. 
En el barrio de Nueva Pompeya de la ciudad de Buenos Aires, una calle que pasa  por las comunas 4, 7 y 8 lleva su nombre en su homenaje.